# Девід Октавіус Гілл
Девід Октавіус Гілл (англ. David Octavius Hill; 20 травня 1802, Перт, Шотландія — 17 травня 1870) — шотландський художник, один із піонерів фотографії. Працював над фотографічним портретом у співпраці з Робертом Адамсоном. Одним з перших потрактував фотографію як жанр мистецтва, припинив обмежуватися у фотографії досягненням елементарної подібності отриманого зображення до оригіналу, а був одним з перших, хто почав створювати художні фотознімки. Його портретні фотознімки не втратили художнього значення дотепер. Був членом Королівської шотландської академії і 40 років був її секретарем.

## Біографія
Народився 20 травня 1802 року у місті Перт, розташованому на сході Шотландії. Він був восьмою — звідси складова імені Октавіус, від лат. octavus — восьмий — дитиною у родині книготорговця Томаса Гілла. Всього в сім'ї було 12 дітей. Його батько, Томас Гілл, був книготорговцем і видавцем. З 1818 року Девід Октавіус навчався малюванню у единбурзькій школі мистецтв в Ендрю Вілсона, керівника школи. У 1821 році він виконав одні з найперших літографій у Шотландії, виданих у типографії його батька у альбомі «Ескізи краєвидів у Пертширі». Як художник Гілл працював переважно в жанрі пейзажу. Серед його перших картин були «Данкельд при заході» і два пейзажі «Тай у Перті», які виставлялися, коли художнику був 21 рік. У 1820-х роках Гілл кілька разів, переважно як пейзажист, виставлявся у Королівському інституті у Вестмінстері. У 1830 році він отримав посаду секретаря Королівської Шотландської академії, яку обіймав до 1869 року. Посада допомагала йому зберігати значне місце у мистецькому житті Шотландії. З 1831 по 1840 роки він мав визнання як ілюстратор книжок, виконуючи ескізи й малюнки за шотландськими мотивами для ілюстрування творів відомих авторів країни, в тому числі таких як Вальтер Скотт та Роберт Бернс. Він мав великий успіх у 1840 році з виданням серії з 61 малюнка для «Країни Бернса», що мала надзвичайно велику популярність.
За рекомендацією сера Девіда Брюстера Гілл зацікавився фотографічними експериментами, які тоді робив Роберт Адамсон із Сент-Ендрюса. Гілл і Адамсон співпрацювали з 1843 по 1848 роки, роблячи портрети на замовлення та продаючи свої фотороботи через галерею, що належала братові Девіда Гілла. Ними було зроблено понад 3000 фотографій. Виставки їхніх робіт проходили у Раді виробників (Едінбург, 1843), Королівській Шотландській академії (1844 і 1845) і на Всесвітній виставці у Кришталевому палаці у Лондоні у 1851 році. У 1856 році Гілл став членом Фотографічного товариства Шотландії, у 1861—1862 роках тримав студію з Олександром Мак-Глашаном, в цей час він надрукував розвідку про використання фотографії як мистецтва. У 1869 році він продав залишки колись спільної з Адамсоном студії.

## Сім'я
Девід Октавіус Гілл був одружений двічі. Вперше — у 1837 році з Енн Мак-Дональд, з якою мав 2-х доньок (лише одна з них вижила). Його дружина померла у 1841 році і він вдруге одружився у 1862 році на скульпторці Амелії Робертсон Патон.

## Живопис
Найважливішими його картинами були «Старий та Новий Единбург із замку» та «Береги Баллохміля», намальовані для Джона Міллера з Лейтена та вигравіювані у 1850 році, «Річка Тей з мосту в Перті», «Замок Віндзор, літній вечір», «Единбург з Монс-Мег» (1852); «Замок Dunure» (1861); «Річка Тей» (1862); «Долина Форту» (1868). Останньою великою картиною Гілла був твір на історичну тематику, присвячений розколу церкви Шотландії, внаслідок якого виникла вільна церква Шотландії. На картині зображено близько п'ятисот осіб, які брали участь у цьому русі. Ця велика робота, розпочата в 1843 році та завершена в 1865 році, знаходилася у залі вільної церкви в Единбурзі. Це була найбільша картина, відтворена в процесі автотипу, і була першою, в якій фотографія була використана як допомога художнику в створені портретів.